# Jesper Kyd

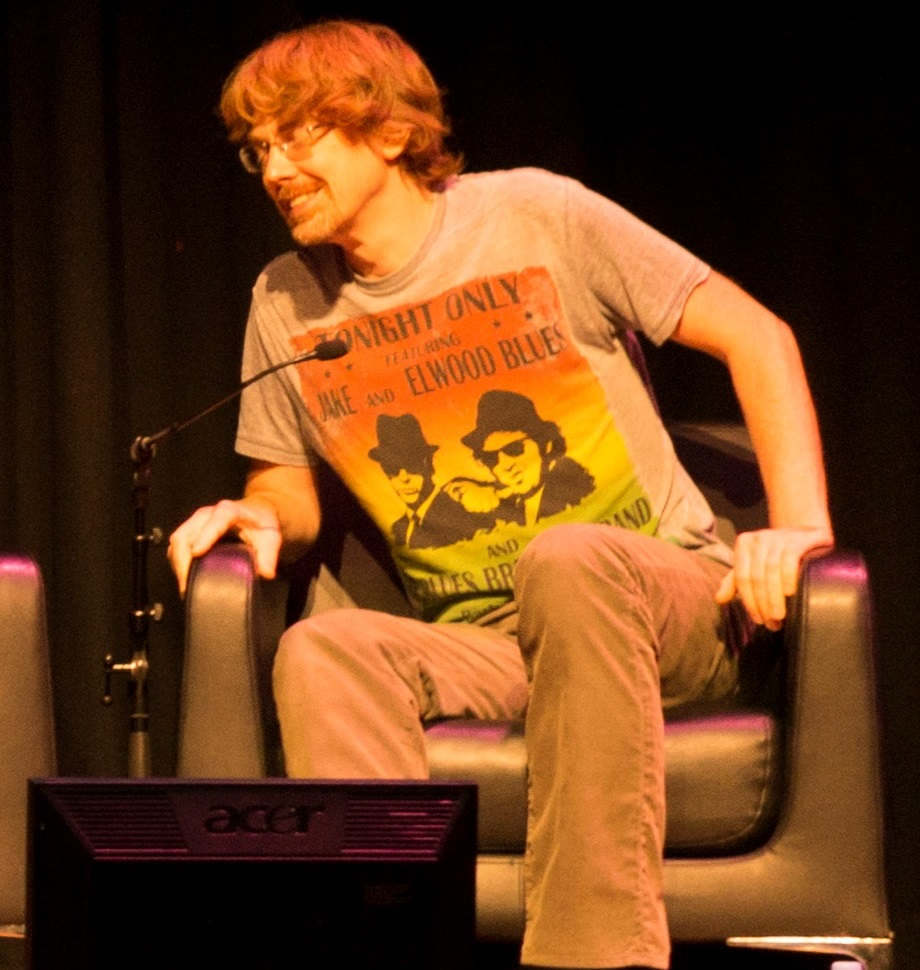
Jesper Kyd (2013)

Jesper Kyd (* 3. Februar 1972 in Odense) ist ein dänischer Komponist, der vor allem für seine Kompositionen zu Videospielen (z. B. die Hitman- oder Assassin’s-Creed-Serie) bekannt geworden ist. Seine vergleichsweise innovative Musik zeichnet sich durch Tempiwechsel, atmosphärische Überraschungen und die Dynamik aus; vereinzelt werden traditionelle/ethnische Instrumente mit Chören verbunden.

## Frühe Jahre
Jesper Kyd nahm als Kind fünf Jahre klassischen Gitarrenunterricht, sang ein Jahr in einem Chor und erhielt fünf Jahre Klavierunterricht, in dem er sich hauptsächlich mit dem Lesen von Noten befasste. Kyd fand es zu dieser Zeit interessanter, Musik zu komponieren, als die Werke anderer nachzuspielen. Im Alter von 14 Jahren erhielt er zu Weihnachten einen Commodore 128, mit dem er eigene Musik komponierte. Er schloss sich der Demoszene an und fing an, Musik für verschiedene Demogruppen auf dem Commodore 64 zu erschaffen. Einige Jahre später erhielt er einen Commodore Amiga, der erweiterte Musikfähigkeiten wie beispielsweise Musiksampler besaß. Zusammen mit seinem besten Freund und Arbeitskollegen Mikael Balle gründete er die Gruppe Silents DK und fing schließlich an, mit einer Gruppe von Programmierern, bekannt als Crionics, zusammenzuarbeiten. Sie veröffentlichten die Amiga-Demo Hardwired.

## Beginn
Jesper Kyd verließ die Demoszene, um als professioneller Spielemusiker zu arbeiten. Er und seine Freunde, die an der Hardwired-Demo zusammengearbeitet hatten, gründeten das Computerspielentwicklungsteam Zyrinx und fingen gemeinsam an, das Spiel Subterrania für die Konsole Sega Mega Drive zu entwickeln. Weil das Spiel ein kommerzieller Erfolg wurde, zogen Jesper Kyd und der Rest des Teams nach Boston in die USA. Jesper Kyd komponierte noch für drei weitere Titel die Musik, bevor der Publisher Scavenger bankrottging und sich dadurch das Team um Zyrinx auflöste. Nach der Schließung von Zyrinx ging das Team ohne Jesper Kyd zurück nach Dänemark, um dort das Entwicklungsstudio IO Interactive zu gründen. Kyd zog nach New York, um in Manhattan das Musikstudio Nano Studios zu gründen. Einige der wichtigsten Einflüsse für seinen Kompositionsstil sind klassische Komponisten wie Ottorino Respighi und Igor Stravinsky. Auch Bands wie Röyksopp und The Knife spielten eine große Rolle in der Entwicklung seiner eigenen Melodien.

## Kommerzieller Durchbruch
Den kommerziellen Durchbruch schaffte Jesper Kyd mit der Veröffentlichung von Hitman: Codename 47. Der Soundtrack basierte unter anderem auf städtischen Geräuschen. Zum Review des Spiels schrieb ein Redakteur der Zeitschrift PCZONE, dass Hitman einige der besten Lieder enthalte, die er in jenem Jahr gehört habe („some of the best tunes I've heard all year“). Der nächste Erfolg wurde der Soundtrack zu Hitman 2: Silent Assassin, der mit 110 Musikern des Budapester Symphonieorchesters und dessen Chor aufgenommen wurde. Aaron Boulding schrieb auf der Website IGN, dass die Musik der meisten teuren Actionfilme den Zuschauer nicht so sehr bewege wie die Musik von Hitman 2 („The music of most big budget action movies won't move you like the music of Hitman 2.“). Sein folgender Soundtrack entstand für den Third-Person-Shooter Freedom Fighters. Seine Fusion von moderner elektronischer Musik, symphonischen Klängen und des Chors in Hitman: Contracts wurde international hoch gelobt und als einer der besten atmosphärischen Soundtracks betitelt. Dieser Soundtrack gewann 2005 bei den BAFTA Games Awards als beste Originalmusik einen Preis. Die anderen Arbeiten von Kyd umfassen den Anime-Videospielsoundtrack für Robotech: Invasion, Tom Clancy’s Splinter Cell: Chaos Theory und den Soundtrack zu Hitman: Blood Money, der durch Orchester und einen Chor mit 150 Musikern des Budapester Symphonieorchesters und ungarischen Radiochors aufgenommen wurde. Weitere Werke umfassten das MMORPG Die Chroniken von Spellborn und den Ego-Shooter Unreal Tournament 3. Jesper Kyd lebt seit 2007 in Los Angeles.

## Videospiele (Auswahl)
- Adventures of Batman and Robin
- Amok
- Assassin’s Creed
- Assassin’s Creed II
- Assassin’s Creed: Brotherhood
- Assassin’s Creed: Revelations zusammen mit Lorne Balfe
- Assassin’s Creed Valhalla
- Brute Force
- Borderlands
- Borderlands 2
- Borderlands 3
- Dance Dance Revolution: Ultramix 2
- Darksiders 2
- Freedom Fighters
- Heroes & Generals[6]
- Hitman 2
- Hitman: Blood Money
- Hitman: Codename 47
- Hitman: Contracts
- Kane & Lynch: Dead Men
- MDK2
- MDK2 Armageddon
- Messiah
- Minority Report: The Video Game
- Pirates: Tides of Fortune
- Pro Move Soccer
- Reaction Quake
- Red Zone
- Robinson: The Journey
- Robotech: Invasion
- Scorcher
- Shattered Galaxy
- Soldier
- Soldiers Inc.
- Sparta: War of Empires
- State of Decay
- State of Decay 2
- Stormfall: Age of War
- Subterrania
- The Chronicles of Spellborn
- The Club
- The Nations Mission Pack/Gold Edition
- The Nations: Alien Nations 2
- Time Tremors
- Todd McFarlane's Evil Prophecy
- Tom Clancy’s Splinter Cell: Chaos Theory
- Unreal Engine 3D Demo
- Unreal Tournament 3
- USS John Young
- Warhammer: End Times – Vermintide
- Warhammer: Vermintide 2
- Warhammer 40.000: Darktide

## Filme
- Tumbbad
- Die Passion der Jungfrau von Orléans (Neuer Score, 2007)[7]
- Cycle
- Day Pass
- Death of a Salewoman
- Elevatoren
- Gameplanet Spots
- Going with Neill
- Impulse
- Night All Day
- Organizm
- Paper plane Man
- Play
- PURE
- Stranger
- The Lion Tamer

## Preise und Nominierungen
- Action Vault 2002 Outstanding Achievement In Music
- BAFTA 2005 Best Original Music Award (British Academy Award)
- Billboard Awards Finalist 2004 Best Music
- Bolt Games Bolt Games Music Award
- G.A.N.G. 2003 Hitman 2
- G.A.N.G. 2004 Freedom Fighters
- G.A.N.G. 2005 Hitman Contracts
- Game Reactor 2003 Best Original Soundtrack
- Games Agent 2002 Best Original Soundtrack Award
- Gamespot 2002 Best Original Soundtrack Of The Year Nomination
- Gamespot 2003 Best Soundtrack of the Year Award
- IGN 2002 Best Sound Nomination
- IGN 2004 Best Soundtrack Finalist
- PSE2 Editor’s Choice GOLD – Freedom Fighters
- PSE2 Editor’s Choice GOLD – Hitman 2
- PSE2 Editor’s Choice GOLD – Hitman Contracts
- X-Sages 2002 Soundtrack Of The Year Nomination